# Dansos Hattskär
Dansos Hattskär är en ö i Åland (Finland). Den ligger i Skärgårdshavet och i kommunen Kumlinge i landskapet Åland, i den sydvästra delen av landet. Ön ligger omkring 55 kilometer öster om Mariehamn och omkring 230 kilometer väster om Helsingfors.
Öns area är 6,2 hektar och dess största längd är 380 meter i nord-sydlig riktning. Ön höjer sig omkring 15 meter över havsytan.